# Heinz Sielmann
Heinz Sielmann (Rheydt, 2 juni 1917 – München, 6 oktober 2006) was een Duits natuurfilmer en publicist. 

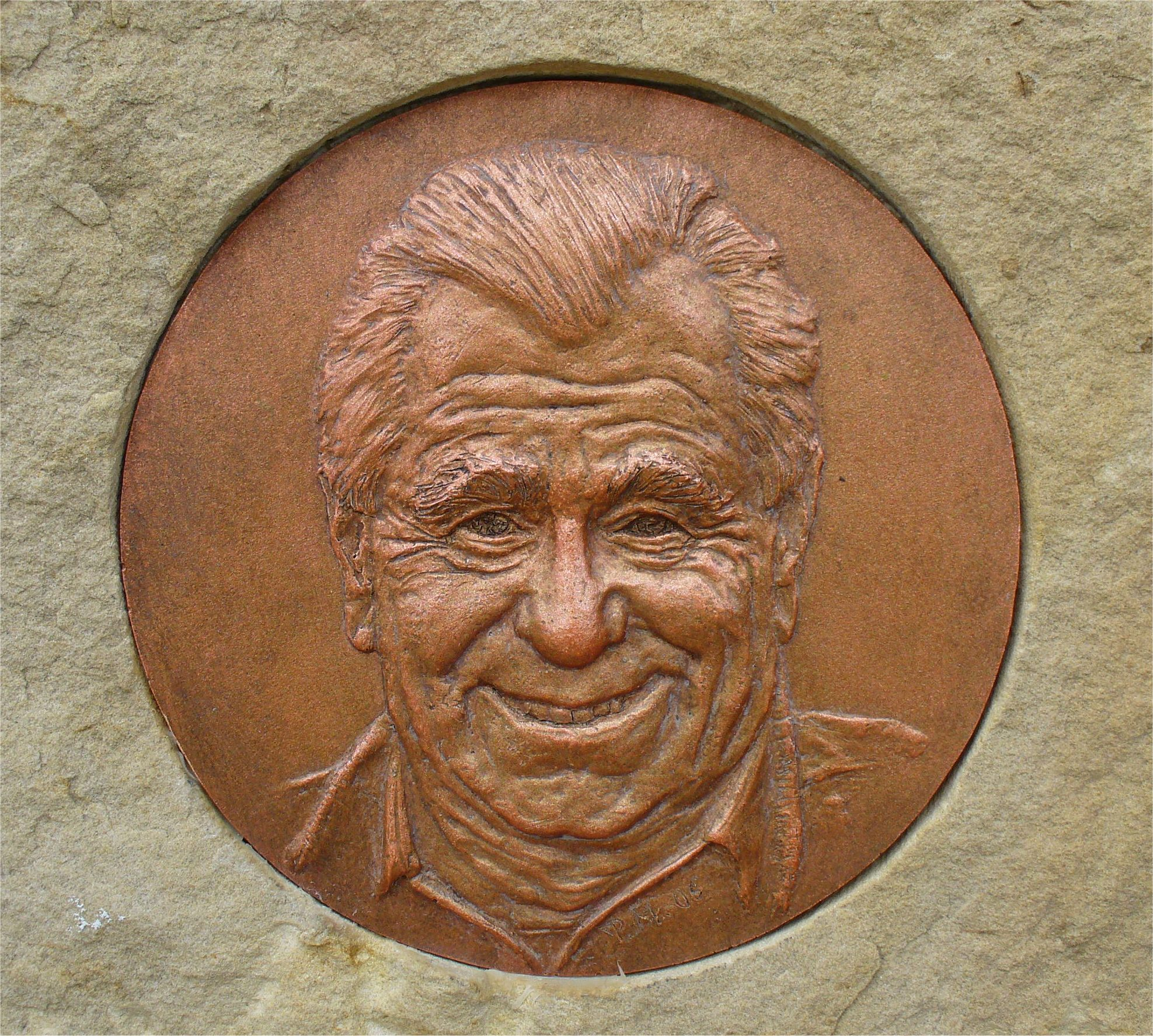
Afbeelding van Heinz Sielmann op zijn grafsteen
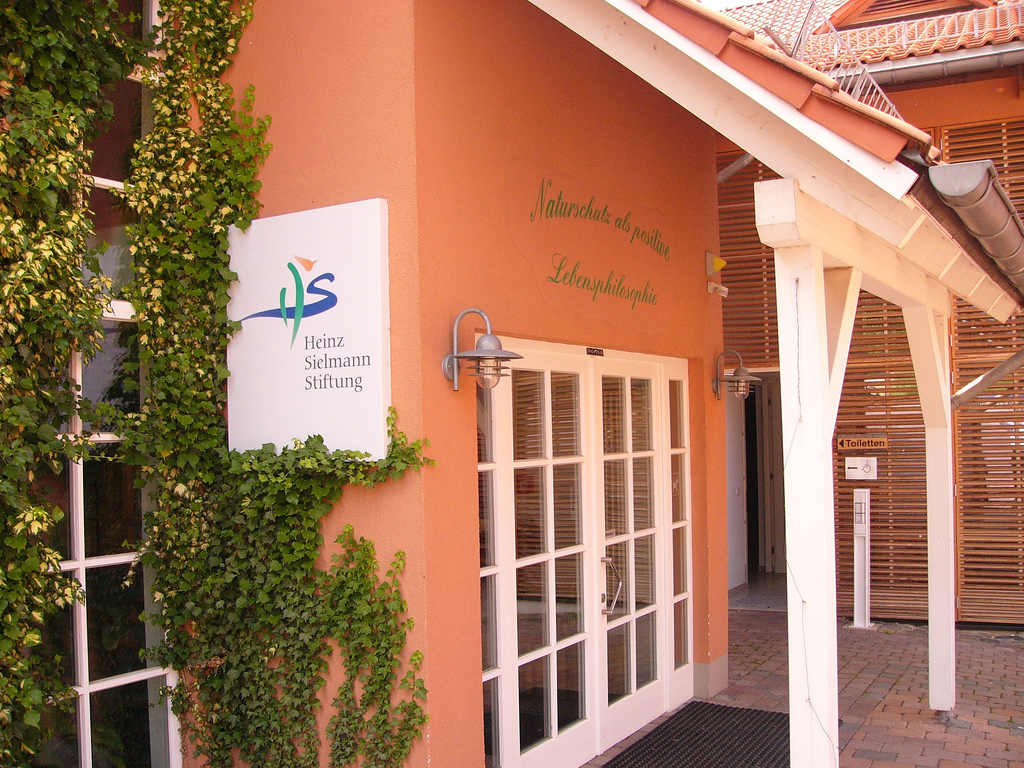
Centrale van de Heinz Sielmann Stiftung

## Jeugdjaren
Heinz Sielmann verhuisde als zesjarig jongetje met zijn ouders naar Oost-Pruisen. Zijn vader had een kijker, waardoorheen Heinz vaak naar vogels keek. Hij bezocht een gymnasium te Koningsbergen. Reeds in 1938 maakte hij in Oost-Pruisen en Memelland een geluidloze zwart-witfilm over de vogelwereld in het Koerse Haf. Deze film leverde hem direct veel waardering op, ook van professionele biologen. Hierbij leerde hij de cameraman Georg Schimanski kennen, met wie hij tot 1948 bleef samenwerken.

## Tweede Wereldoorlog
In 1939 nam Sielmann dienst in de Luftnachrichtentruppe van de Luftwaffe. Deze had tot taak, de telecommunicatie (o.a. via radio en telefoon) tussen de in de lucht actieve gevechtsvliegtuigen onderling en met de grond, en die tussen de Luftwaffe en de andere krijgsmachtonderdelen te organiseren en onderhouden. Sielmann werd al spoedig belast met het hierin trainen van andere soldaten. Een van de hier door Heinz Sielmann getrainde mannen was de later zo beroemde kunstenaar Joseph Beuys. Tussen de verplichtingen voor de Luftwaffe door volgde Sielmann, enige maanden lang samen met Beuys, colleges biologie en zoölogie aan de universiteit van Posen. In 1945 werd Sielmann door de Luftwaffe naar Kreta overgeplaatst. Terwijl hij daar bezig was, een door een collega, die twee jaar tevoren was overleden, half afgewerkte natuurfilm te voltooien, werd hij door Britse troepen krijgsgevangen gemaakt. De Britten stonden Sielmann, die blijkbaar geen zo fanatiek nazi was geweest, dat hij daarvoor bij de denazificatie vervolgd werd, toe om de film voor de BBC te voltooien. Daarna maakte hij voor die Britse omroep nog enige succesvolle films.

## Vanaf 1947
In 1947-1949 maakte Sielmann samen met Beuys en Schimanski weer een aantal natuurfilms over met name de vogelwereld in Noord-Duitsland. Hij werkte als cameraman voor een Duits wetenschappelijk instituut te München en produceerde al spoedig een eigen bioscoopfilm over de natuur met de titel Lied der Wildbahn. In 1952 sloot hij vriendschap met de omstreden bioloog Konrad Lorenz. In die tijd volgden nog succesvolle films, Quick, das Eichhörnchen (1952) en Zimmerleute des Waldes (1954). Deze laatste film, over spechten, werd ook in een Engelse vertaling uitgebracht. Het succes daarvan leverde Sielmann in het Engelse taalgebied de bijnaam Mr. Woodpecker op. Voor deze beide films werd Sielmann de prestigieuze Deutsche Filmpreis toegekend.
Sielmann was intussen, in 1951, getrouwd met Inge (1930-2019), die zijn liefde voor de natuur deelde en die hem zijn hele verdere leven zou ondersteunen met uiteenlopende taken. Het echtpaar kreeg één zoon, die tijdens een expeditie met zijn ouders in Kenia op de leeftijd van 24 jaar dodelijk verongelukte.
In 1958 maakte hij op verzoek van koning Leopold III van België in het toenmalige Belgisch-Congo de natuurfilm Les Seigneurs de la forêt (Herrscher des Urwaldes) over berggorilla's. In 1962 ondernam hij, o.a. samen met zijn prominente Oostenrijkse collega Irenäus Eibl-Eibesfeldt een langdurige expeditie naar de Galapagoseilanden. Dit leverde weer een succesvolle film op, Galápagos – Landung in Eden, die op de Berlinale 1962 met de Zilveren Beer werd onderscheiden.
In 1965 maakte hij een nieuwe film (In die Bergdschungel Neuguineas), waarvoor hij in Papoea-Nieuw-Guinea het tot dan toe weinig bestudeerde gedrag van prieelvogels en paradijsvogels filmde. Ook maakte hij voor het maken van natuuropnames reizen naar Kenia en andere Afrikaanse landen.
Hij was bekend als presentator en samensteller van de Duitse serie natuurdocumentaires Expeditionen ins Tierreich (1965-1991). Van 1987 tot 1991 gaf hij nog korte tijd een natuurtijdschrift, Sielmanns Welt uit.

## Laatste jaren: de Heinz-Sielmann-Stiftung
In 1988, kort voor de val van de Berlijnse Muur, produceerde Sielmann de film Tiere im Schatten der Grenze, over de natuur in het Duits-Duitse grensgebied.
Sielmann was door het succes van zijn films vermogend geworden en richtte, samen met zijn vrouw, in 1994 de Heinz-Sielmann-Stiftung op. Deze stelt zich o.a. ten doel: milieueducatie en -bewustwording, natuurbehoud en het in stand houden van de collectie door Heinz Sielmann gemaakte natuurfilms met bijbehorende archieven. De stichting is statutair gevestigd te Duderstadt.
Mede om deze stichting te huisvesten, richtten Sielmann en de Heinz-Sielmann-Stiftung in Gut Herbigshagen, 3,5 km ten oosten van Duderstadt, een natuureducatiecentrum op. Dit deed hij, naar aanleiding van het feit, dat hij, bij het draaien van Tiere im Schatten der Grenze had vastgesteld, dat het voormalige niemandsland bij de grens tussen de Bondsrepubliek en de DDR een zeer waardevol toevluchtsoord voor talrijke beschermde planten en dieren was geworden. Het gebied was immers van 1949 tot 1986 bijna nooit door mensen betreden en dus niet verstoord. Sielmann en zijn vrouw behoorden tot degenen, die in het gebied zelf een natuurreservaat wilden realiseren. De gehele strook van de Duits-Duitse grens van 1.300 km lengte is intussen een deels onder natuurbescherming staand gebied met de naam Grünes Band Deutschland. Een deel van deze gebieden is eigendom van de Heinz-Sielmann-Stiftung.
In een aan Franciscus van Assisi gewijde kapel op Gut Herbigshagen is na diens overlijden de crematie-as van Sielmann bijgezet. 
Na de dood van Sielmann heeft zijn weduwe Inge het werk voor de Heinz-Sielmann-Stiftung voortgezet, totdat zij in maart 2019 zelf overleed.

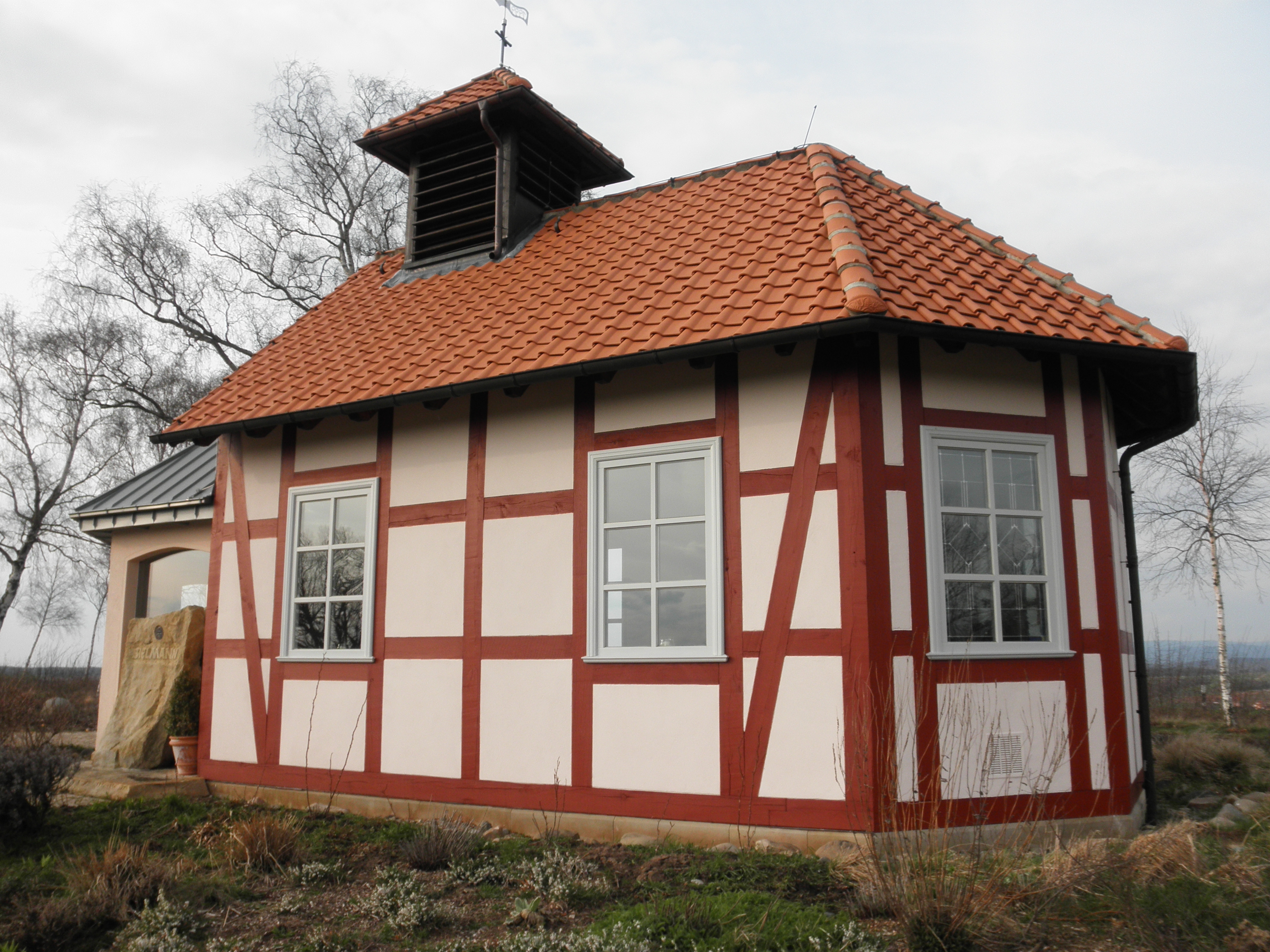
De aan Franciscus van Assisi gewijde kapel op Gut Herbigshagen met Sielmanns graf
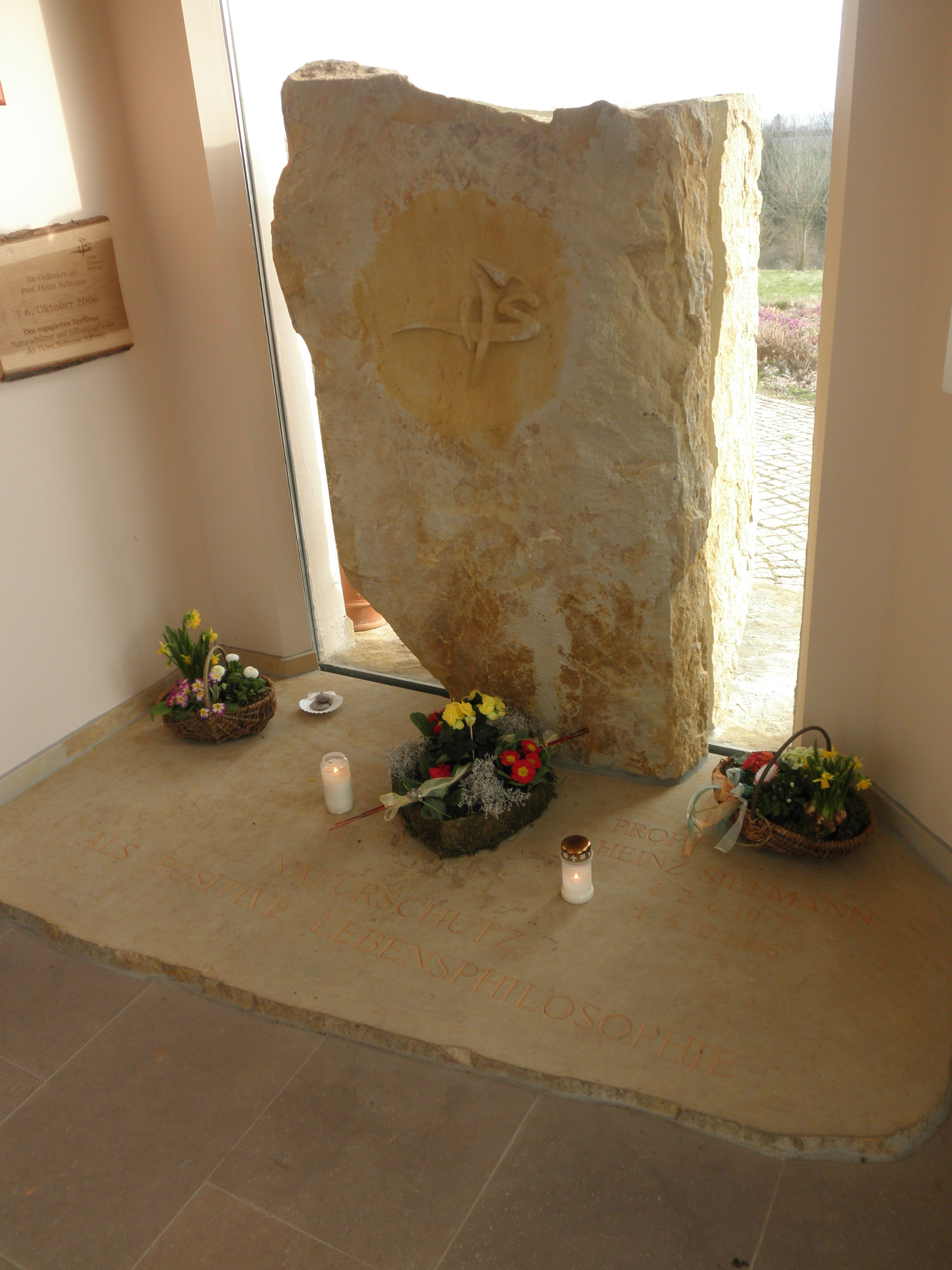
Grafsteen van Sielmann in de kapel

## Eerbewijzen
Voor zijn natuurdocumentaires ontving Sielmann, naast de hierboven reeds vermelde prijzen, talrijke onderscheidingen, waaronder de Bambi in 1983 en 1990.
Hij werd in de Orde van Verdienste van de Bondsrepubliek Duitsland meermaals onderscheiden. De hoogste hem verleende graad was het Grote kruis van verdienste met Ster.
Verder verleende één der universiteiten van München hem in 1994 een eredoctoraat. Enkele scholen in Duitsland zijn naar hem genoemd, evenals planetoïde nr. 208351.
- Bibsys: 90148035
- Biblioteca Nacional de España: XX1546092
- Bibliothèque nationale de France: cb12639310d (data)
- CiNii: DA03351770
- Gemeinsame Normdatei: 11861407X
- International Standard Name Identifier: 0000 0001 1611 0771
- Library of Congress Control Number: n80149828
- Nationale Bibliotheek van Letland: 000053933
- Nationale Bibliotheek van Tsjechië: mzk2005312706
- Nationale Bibliotheek van Israël: 987007318417905171
- Nationale Bibliotheek van Polen: a0000001033613
- Nederlandse Thesaurus van Auteursnamen: 070552096
- PIC: 386739
- Réseau des bibliothèques de Suisse occidentale: 02-A003830583
- Système universitaire de documentation: 142282510
- Virtual International Authority File: 27187802
- WorldCat: E39PBJxCy6tg8HpYFkFy8Mm8G3